# Lista do patrimônio histórico em Sergipe
Esta é uma sublista da lista do patrimônio histórico no Brasil para o estado brasileiro de Sergipe.
(em fase de preenchimento - incompleta e verificar datas no site do IPHAN).
| Município                | Monumento ou obra                                                                     | Esfera de tombamento | Uso atual                                    | Ano do tombamento |
| ------------------------ | ------------------------------------------------------------------------------------- | -------------------- | -------------------------------------------- | ----------------- |
| Aracaju                  | Cemitério dos Naufrágos                                                               | Estadual             | Cemitério                                    | 1973              |
| Aracaju                  | Palmeiras Imperiais das Praças Fausto Cardoso e Olímpio Campos                        | Estadual             | Patrimônio natural                           | 1979              |
| Aracaju                  | Antiga Escola Normal                                                                  | Estadual             | Centro de Turismo                            | 1984              |
| Aracaju                  | Palácio Olímpio Campos                                                                | Estadual             |                                              | 1985              |
| Aracaju                  | Catedral Metropolitana                                                                | Estadual             |                                              | 1985              |
| Aracaju                  | Sede da Secretaria de Estado de Segurança Pública de Sergipe                          | Estadual             |                                              | 1985              |
| Aracaju                  | Sede do Juizado de Menores                                                            | Estadual             |                                              | 1985              |
| Aracaju                  | Carrosel do Tobias                                                                    | Estadual             |                                              | 1987              |
| Aracaju                  | Palácio Fausto Cardoso                                                                | Estadual             |                                              | 1987              |
| Aracaju                  | Imóveis na Avenida Otoniel Dória n°s. 500, 506, 511, 520, 524 e 594                   | Estadual             | Conjunto edificado                           | 1987              |
| Aracaju                  | Painéis e Murais do Artista Jenner Augusto em Aracaju                                 | Estadual             | Patrimônio móvel                             | 1988              |
| Aracaju                  | Antigo Tribunal de Justiça                                                            | Estadual             |                                              | 1988              |
| Aracaju                  | Imóvel à Av. Ivo do Prado n°. 1072                                                    | Estadual             |                                              | 1989              |
| Aracaju                  | Arquivo Público Estadual                                                              | Estadual             |                                              | 1991              |
| Aracaju                  | Antigo Tesouro do Estado                                                              | Estadual             |                                              | 1991              |
| Aracaju                  | Antigo Farol                                                                          | Estadual             |                                              | 1995              |
| Aracaju                  | Delegacia do Ministério da Fazenda                                                    | Estadual             |                                              | 1996              |
| Aracaju                  | Palácio Inácio Barbosa                                                                | Estadual             |                                              | 1997              |
| Aracaju                  | Quartel Central da Polícia Militar do Estado de Sergipe                               | Estadual             |                                              | 2000              |
| Aracaju                  | Acervo do Artista Horácio Hora                                                        | Estadual             | Patrimônio móvel                             | 2000              |
| Aracaju                  | Colégio Nossa Senhora de Lourdes                                                      | Estadual             |                                              | 2002              |
| Aracaju                  | Antiga Alfândega                                                                      | Estadual             |                                              | 2003              |
| Aracaju                  | Estação Rodoviária Governador Luiz Garcia                                             | Estadual             |                                              | 2003              |
| Aracaju                  | Imóvel à Praça Camerino n°. 225                                                       | Estadual             | Sede da Superintendência do IPHAN em Sergipe | 2003              |
| Aracaju                  | Instituto Histórico e Geográfico de Sergipe                                           | Estadual             |                                              | 2007              |
| Aracaju                  | Instituto Parreiras Hortas                                                            | Estadual             |                                              | 2008              |
| Aracaju                  | Todo trecho do Rio Sergipe entre Aracaju e Barra dos Coqueiros                        | Estadual             | Paisagem Natural Notável                     | 1990              |
| Aracaju                  | Igreja de São Salvador                                                                | Estadual             |                                              | 2013              |
| Aracaju                  | Estação Ferroviária de Aracaju e sua rotunda, antigos galpões e caixa d'água          | Federal              | Lista do Patrimônio Cultural Ferroviário     | 2011              |
| Boquim                   | Estação Ferroviária de Boquim e sua caixa d'água, casa do agente e casa do maquinista | Federal              | Lista do Patrimônio Cultural Ferroviário     | 2011              |
| Brejo Grande             | Canoa de Tolda Lusitânia                                                              | Federal              | Embarcação tradicional Barcos do Brasil      | 2008              |
| Carmópolis               | Igreja de Nossa Senhora de Santana do Massacará                                       | Estadual             |                                              | 1994              |
| Cristinápolis            | Fonte dos Caboclos                                                                    | Estadual             |                                              | 1997              |
| Divina Pastora           | Igreja Matriz de Divina Pastora                                                       | Federal              |                                              | 1943              |
| Divina Pastora           | Modo de fazer da Renda Irlandesa                                                      | Federal              | Patrimônio Imaterial                         | 2009              |
| Estância (Sergipe)       | Sobrado na Praça Barão do Rio Branco                                                  | Federal              |                                              | 1967              |
| Estância (Sergipe)       | Obras de talha de madeira da Igreja do Rosário                                        | Estadual             | Patrimônio móvel                             | 1981              |
| Estância (Sergipe)       | Conjunto de Casas e Sobrados com Fachadas Revestidas por Azulejos Portugueses         | Estadual             | Conjunto Edificado Residencial e Comércios   | 1997              |
| Estância (Sergipe)       | Instituto Nacional de Seguridade Social                                               | Estadual             | Institucional                                | 1997              |
| Estância (Sergipe)       | Sobrado na Rua Capitão Salomão n°. 162                                                | Estadual             |                                              | 1997              |
| Estância (Sergipe)       | Painel de Horácio Hora no Hospital Amparo de Maria                                    | Estadual             | Patrimônio móvel                             | 2000              |
| Itabaianinha             | Casa Revestida por Antigos Azulejos Ingleses                                          | Estadual             |                                              | 1987              |
| Itabaianinha             | Imóvel à Praça Olímpio Campos n° 176                                                  | Estadual             |                                              | 1987              |
| Itaporanga d'Ajuda       | Casa Grande e Capela do Antigo Engenho Colégio                                        | Federal              | Fazenda                                      | 1943              |
| Lagarto                  | Imóvel à Praça Manoel Emílio de Carvalho                                              | Estadual             |                                              | 1995              |
| Laranjeiras              | Conjunto Arquitetônico, Urbanístico e Paisagístico                                    | Federal              | Cidade Histórica                             | 1996              |
| Laranjeiras              | Conjunto Arquitetônico                                                                | Estadual             | Cidade Histórica                             | 1971              |
| Laranjeiras              | Igreja Matriz do Sagrado Coração de Jesus                                             | Federal              |                                              | 1943              |
| Laranjeiras              | Igreja da Comandaroba                                                                 | Federal              |                                              | 1943              |
| Laranjeiras              | Casa Grande e Capela de Santo Antônio do Antigo Engenho Retiro                        | Federal              |                                              | 1943              |
| Laranjeiras              | Capela do Antigo Engenho Jesus, Maria e José                                          | Federal              | Abandonado                                   | 1943              |
| Laranjeiras              | Terreiro Filhos de Obá                                                                | Estadual             | Terreiro                                     | 1988              |
| Laranjeiras              | Gruta da Pedra Furada no povoado Machado                                              | Estadual             | Patrimônio Natural                           | 1990              |
| Maruim                   | Igreja de Nosso Senhor dos Passos                                                     | Estadual             |                                              | 1981              |
| Neópolis                 | Igreja do Rosário                                                                     | Estadual             |                                              | 1981              |
| Neópolis                 | Fórum Municipal                                                                       | Estadual             |                                              |                   |
| Nossa Senhora do Socorro | Igreja Matriz de Nossa Senhora do Socorro                                             | Federal              |                                              | 1943              |
| Poço Redondo             | Grota do Angico                                                                       | Estadual             |                                              | 1989              |
| Porto da Folha           | Igreja de São Pedro                                                                   | Estadual             |                                              | 1984              |
| Propriá                  | Sobrado na Avenida Graccho Cardoso n° 584                                             | Estadual             |                                              | 1995              |
| Propriá                  | Estação Ferroviária Velha de Propriá (Tiro de Guerra)                                 | Federal              | Lista do Patrimônio Cultural Ferroviário     | 2011              |
| Riachuelo                | Capela do Antigo Engenho Penha                                                        | Federal              | Abandonada                                   | 1943              |
| Rosário do Catete        | Sobrado na Rua Padre Rocha Villar n° 251                                              | Estadual             | Abandonada                                   | 1943              |
| Santa Luzia do Itanhy    | Igreja Matriz                                                                         | Estadual             |                                              |                   |
| Santa Luzia do Itanhy    | Usina São Félix                                                                       | Estadual e Municipal |                                              |                   |
| Santo Amaro das Brotas   | Igreja Matriz de Santo Amaro das Brotas                                               | Federal              |                                              | 1942              |
| Santo Amaro das Brotas   | Capela de Nossa Senhora da Conceição do Antigo Engenho Caieira                        | Federal              |                                              | 1943              |
| São Cristóvão            | Praça de São Francisco                                                                | Mundial              |                                              | 2010              |
| São Cristóvão            | Igreja e Convento de São Francisco e Ordem Terceira                                   | Federal              | Igreja e Museu de Arte Sacra                 | 1941              |
| São Cristóvão            | Igreja Matriz de Nossa Senhora das Victórias                                          | Federal              |                                              | 1942              |
| São Cristóvão            | Conjunto Arquitetônico, Urbanístico e Paisagístico de São Cristóvão                   | Federal              | Cidade Histórica                             | 1967              |
| São Cristóvão            | Cidade de São Cristóvão                                                               | Estadual             | Cidade Histórica                             | 1938              |
| São Cristóvão            | Igreja e Convento do Carmo                                                            | Federal              |                                              | 1942              |
| São Cristóvão            | Igreja de Senhor dos Passos - Ordem Terceira do Carmo                                 | Federal              |                                              | 1942              |
| São Cristóvão            | Antiga Santa Casa e Igreja de Misericórdia                                            | Federal              | Lar Imaculada Conceição e Escola             | 1942              |
| São Cristóvão            | Igreja de Nossa Senhora do Rosário dos Homens Pretos                                  | Federal              |                                              | 1943              |
| São Cristóvão            | Igreja de Nossa Senhora do Amparo dos Homens Pardos                                   | Federal              |                                              | 1967              |
| São Cristóvão            | Sobrado do Balcão Corrido                                                             | Federal              | Institucional e restaurante                  | 1943              |
| São Cristóvão            | Sobrado na Rua das Flores - Atual R. Messias Prado                                    | Federal              | Restaurante                                  | 1943              |
| São Cristóvão            | Sobrado do IPHAN                                                                      | Federal              | Institucional                                | 1943              |
| São Cristóvão            | Cristo Redentor                                                                       | Municipal            |                                              | 2009              |
| São Cristóvão            | Museu Histórico de Sergipe                                                            | Estadual             |                                              | 2003              |
| São Cristóvão            | Capela de Nossa Senhora da Conceição do Antigo Engenho Poxim                          | Federal              |                                              | 1943              |
| São Cristóvão            | Capela de Sossa Senhora de Nazaré do Antigo Engenho Itaperoá                          | Estadual             | Abandonada                                   | 1979              |
| São Cristóvão            | Telas de Horácio Hora do Museu Histórico de Sergipe                                   | Estadual             | Patrimônio móvel                             | 2000              |
| Simão Dias               | Conjunto Arquitetônico da Praça Barão de Santa Rosa                                   | Municipal            | Conjunto Edificado                           | 2005              |
| Simão Dias               | Memorial de Simão Dias                                                                | Estadual             |                                              | 2000              |
| Tomar do Geru            | Igreja Matriz de Nossa Senhora do Socorro                                             | Federal              |                                              | 1942              |

1. ↑  «Página - IPHAN - Instituto do Patrimônio Histórico e Artístico Nacional». portal.iphan.gov.br. Consultado em 1 de abril de 2022